# Zasłonak szarobrązowy

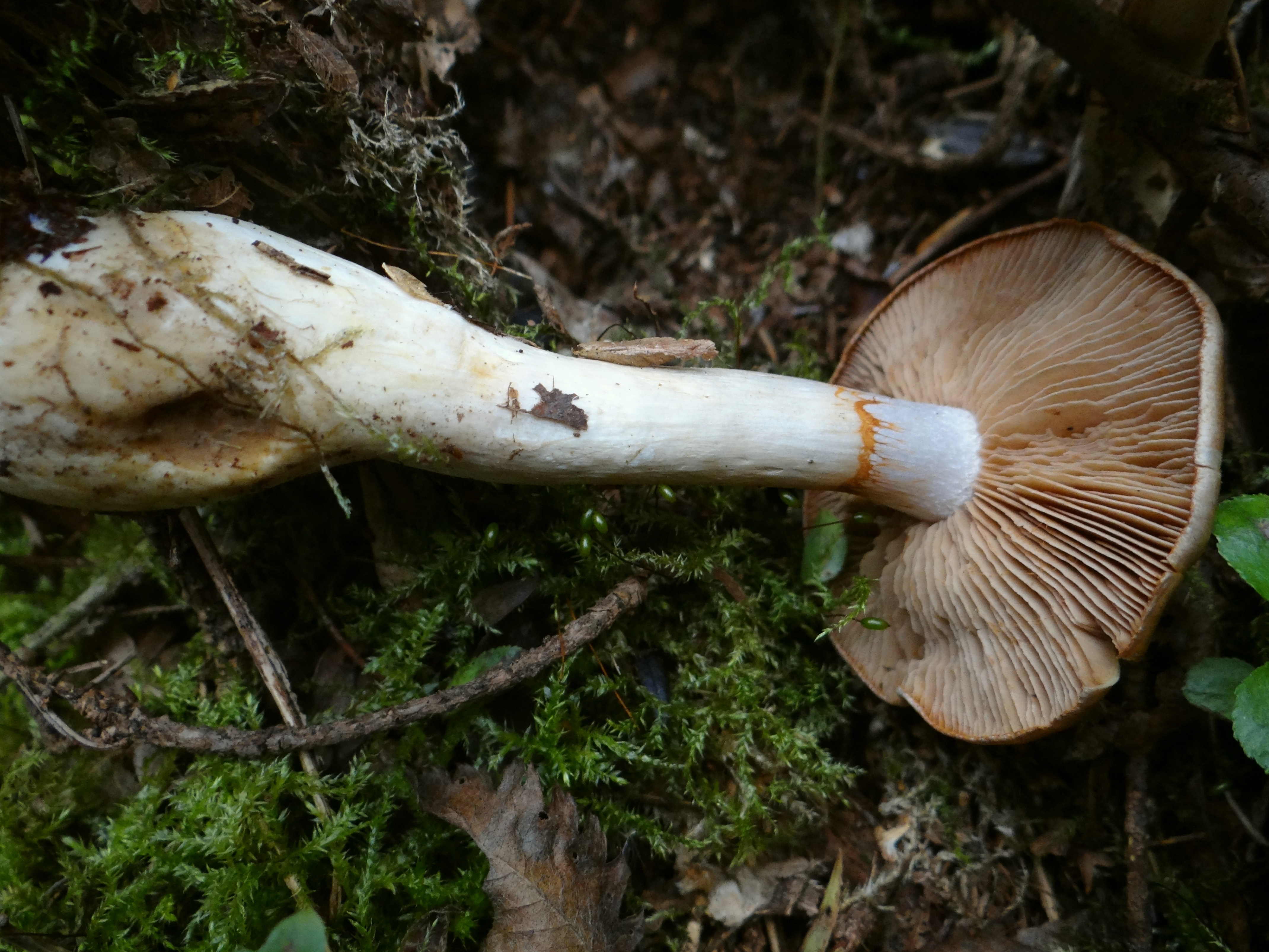

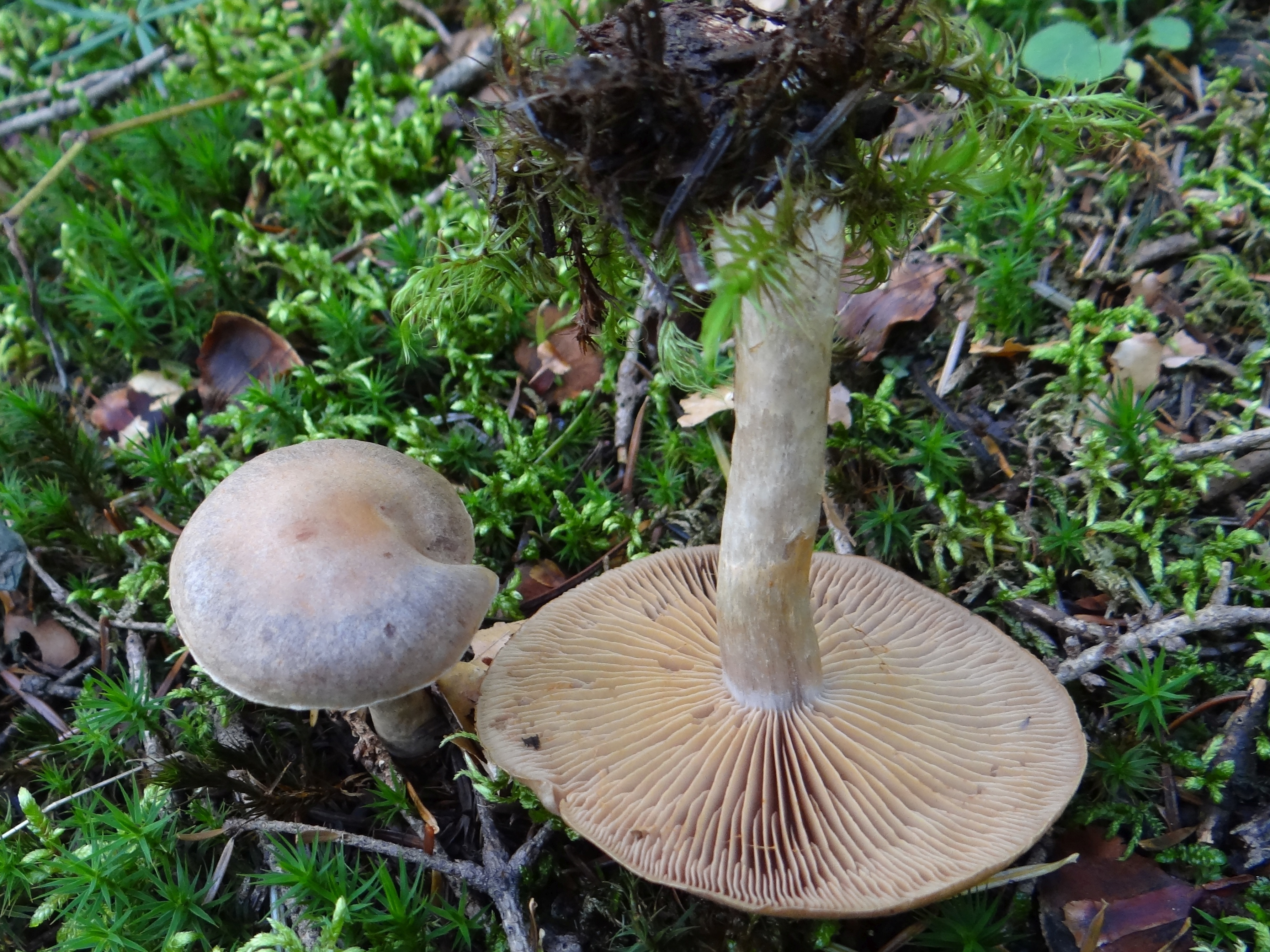

Zasłonak szarobrązowy (Cortinarius anomalus (Fr.) Fr.) – gatunek grzybów należący do rodziny zasłonakowatych (Cortinariaceae).

## Systematyka i nazewnictwo
Pozycja w klasyfikacji według Index Fungorum: Cortinarius, Cortinariaceae, Agaricales, Agaricomycetidae, Agaricomycetes, Agaricomycotina, Basidiomycota, Fungi.
Po raz pierwszy opisał go w 1818 r. Elias Fries, nadając mu nazwę Agaricus anomalus, w 1838 r. ten sam autor przeniósł go do rodzaju Cortinarius.
Niektóre synonimy naukowe:

- Agaricus anomalus Fr. 1818
- Cortinarius azureovelatus P.D. Orton
- Cortinarius azureus Fr. 1838
- Cortinarius epsomiensis P.D. Orton 1958
- Cortinarius lepidopus Cooke 1887
- Dermocybe anomala (Fr.) Wünsche 1877
- Dermocybe azurea (Fr.) Ricken 1915

Obecnie obowiązującą nazwę polską nadał grzybowi Władysław Wojewoda w roku 1999. Wcześniej gatunek ten, za Stanisławem Chełchowskim, nazywany był zasłonakiem bezkształtnym.

## Morfologia
Kapelusz
Średnica 3–7 cm. Półkulisty za młodu, z czasem staje się łukowaty z niewielkim garbem. Brzeg początkowo podwinięty, później ostry. Powierzchnia gładka, matowa i pilśniowata od pokrywających ją jedwabistych włókienek. U młodych owocników powierzchnia jest fioletowoszarobrązowa, potem rdzawobrązowa, szarożółtawa, w końcu szara.
Blaszki
Średniogęste, zbiegające ząbkiem na trzon. Mają szerokość około 4 mm, ostrza są delikatnie karbowane lub ząbkowane, jaśniejsze. Początkowo są szaroliliowe, z czasem rdzawobrązowe, bez śladu fioletowej barwy. U młodych owocników zasłonięte białawą zasnówką.
Trzon
Wysokość 7–10 cm, grubość 1–1,5 cm. Kształt walcowaty lub brzuchaty, u nasady posiadający zgrubiałą bulwę. Zazwyczaj bywa nieco zakrzywiony. Początkowo jest pełny, później pusty w środku. Powierzchnia górą niebieskawa, reszta brązowobiaława. Występują na niej resztki osłony częściowej, tworzące porozrzucane kępki albo niekompletne lub kompletne strefy pierścieniowe o jasnoochrowej barwie.
Miąższ
Wodnisty, fioletowawy na szczycie trzonu, poza tym białawy. Smak i zapach niewyraźny.
Cechy mikroskopowe
Wysyp zarodników rdzawobrązowy. Zarodniki szerokoelipsoidalne lub niemal kuliste, nieco brodawkowane, o rozmiarach 7-9 × 6–7 μm. Cheilocystyd i pleurocystyd brak. Podstawki o rozmiarach 30-40 × 8–9 μm z 4 sterygmami.
Gatunki podobne
- zasłonak rdzawobrązowy (Cortinarius caninus), który mniej więcej na środku trzonu ma wyraźną, brązowawą strefę pierścieniową[4].
- zasłonak czerwonołuskowaty (Cortinarius spilomeus). Brzeg kapelusza zwykle ze zwisającymi resztkami osłony, trzon z drobnymi miedzianoczerwonymi resztkami zasnówki[7].
- zasłonak białofioletowy (Cortinarius alboviolaceus). Młode owocniki są srebrzysto-szaro-białe do fioletowych, mają grubą, białą włókienkowatą osłonę, bulwiasty trzon i eliptyczne zarodniki[6].

## Występowanie i siedlisko
Występuje w Ameryce Północnej, Europie (również na Grenlandii i Islandii), w Japonii, Australii i Nowej Zelandii. W piśmiennictwie naukowym podano wiele jego stanowisk na terenie Polski.
Rośnie na ziemi w lasach iglastych i liściastych, w górach sięga aż po górną granicę lasu. Występuje także w jałowcowych chaszczach i na dawno opuszczonych nieużytkach rolnych. Szczególnie często rośnie pod grabami, bukami świerkami i sosnami. Owocniki wytwarza od sierpnia do listopada.
Grzyb mykoryzowy. Grzyb niejadalny.